# Pablo Usoz
Pablo Usoz, född den 31 december 1968 i Madrid, Spanien, är en spansk landhockeyspelare.
Han tog OS-silver i herrarnas landhockeyturnering i samband med de olympiska landhockeytävlingarna 1996 i Atlanta.